# Alexander Bobkin
Alexander Bobkin (Novokoeznetsk, 17 mei 1952) is een kunstenaar die sinds 1991 woonachtig en werkzaam is in Nederland. Sinds de late jaren 1970 staat hij bekend om zijn etsen, schilderijen en tekeningen.

## Biografie
Bobkin werd geboren in het Siberische Stalinsk, nu Novokoeznetsk, in de toenmalige Sovjet-Unie. In 1967 begon hij aan de kunstacademie in Jaroslavl, waar hij in 1972 afstudeerde met een focus op etskunst en grafiek. Na zijn terugkeer in zijn geboortestad nam hij deel aan tentoonstellingen op verschillende niveaus, waaronder internationale exposities. In 1977 werd hij lid van de Unie van Kunstenaars van de USSR, waar hij van 1983 tot 1986 tevens bestuurslid was. Deze functie stelde hem in staat om meer te reizen en zijn werk verder te ontwikkelen. In 1984 werd hij onderscheiden met de prijs “Jeugd van Koezbass” voor zijn werk.
Als bestuurslid van de grafische sectie van de Unie van Kunstenaars organiseerde hij reizen voor kunstenaars door Siberië en andere regio’s van de Sovjet-Unie. Tijdens deze reizen legde hij veelvuldig contact met sjamanen en plaatselijke volksstammen, wat een belangrijk thema in zijn latere werk werd. Eind jaren 80 kreeg Bobkin steeds meer internationale belangstelling. Onderweg naar een expositie in Londen maakte hij met zijn vrouw, kunstenares Lucy Besson, een tussenstop in Nederland. Vanwege de politieke situatie in zijn geboorteland besloten zij in Nederland te blijven en in 1991 kregen zij een verblijfsvergunning op basis van wezenlijk cultureel belang.

### Tweede leven (in Nederland)
Sinds begin jaren 90 woont en werkt Bobkin in Nederland. Deze periode markeert een nieuwe fase in zijn carrière, waarin hij zich steeds meer toelegt op de schilderkunst. Al in zijn eerste jaar in Nederland had hij een succesvolle expositie bij de Delta Art Gallery in Nijmegen, waarna hij regelmatig exposeerde, zowel in Nederland als internationaal, onder meer in de Verenigde Staten, Engeland, Duitsland, België, Rusland en Japan.

## Schilderijen
Bobkins werk varieert van abstract tot figuratief en wordt gekenmerkt door een mystieke sfeer. In zijn kunst verweeft hij verwijzingen naar westerse culturele tradities en zijn persoonlijke mythologie.  Met de loop der jaren heeft zijn werk zich ontwikkeld richting een steeds meer abstracte vorm. De afbeelding wordt een symbool die de essentie van het wezen van het afgebeelde vertegenwoordigt. Door de figuratie van objecten in zijn werk te reduceren laat hij de leegte spreken. In zijn woorden: "Bij het opzetten van de achtergrond kom ik er soms achter dat alles er al in zit en ik niet verder hoef te gaan. Deze werken laat ik leeg – of eigenlijk helemaal niet leeg, er gebeurt nog steeds van alles.".

## Fotografie
Naast schilderkunst speelt ook de fotografie een grote rol in Bobkins leven. In de jaren 80 was Bobkin, actief bezig met sociaal-documentaire fotografie. Hierbij liet hij de rauwe realiteit van het tijdperk zien wat in schril contrast stond met het destijds opgelegde beeld. In Nederland zette dit zich door in de vorm van straatfotografie, waarbij de mens en zijn omgeving centraal staan. “Met fotografie begeef ik me in de werkelijkheid, in tegenstelling tot het schilderen. Daarin kijk ik meer met afstand naar mensen of situaties.” Verder werkte hij o.a. aan projecten als Mariken van Nimwegen.

## Expedities en residenties
- 1977 Internationaal Symposium Hongarije
- 1978 Grafisch symposium Kuzbass
- 1982 Symposium tekening en aquarel Leningrad
- 1984 Internationaal symposium Kuban
- 1987 Internationale Expeditie Chakassië
- 1988 Internationale Expeditie Tajmyr
- 1988 Internationaal symposium Turkmenistan
- 1989 Internationaal symposium Voronezj
- 2003 Internationale expeditie Kirgizië – Khakassija- Tuva – Baikal - Altay
- 2005 Autoexpeditie Moskow - Altay
- 2006 International symposium Chanty-Mansijsk
- 2009 International zomer symposium Cyprus

## Werken in musea
Verschillende musea hebben tevens schilderijen van Bobkin aan de collectie toegevoegd. Tot deze musea behoren o.a.: Museum of Modern Art Novokoeznetsk; Kemerovo Regional Art Museum, Novosibirsk State Art Museum en het State Museum of Oriental Art te Moskou.

## Media en publiciteit
- 2021 - Stedelijk Van Abbe Museum archief[7]
- 2016 - новокузнецк400, beroemde Novokuznechans[8]
- 2017 -  Palet, jaargang 73, nr. 389 - 'Tussen droom en nachtmerrie' door Merel van den Nieuwenhof[4]
- 2012 - Koeznetsk werknemer “Alexander Bobkin”[9]
- 2012 - TV Novokoeznetsk[10]
- 2012 - Vereniging van kunstcritici[11]
- 2012 - Koeznetsk werknemer “Alexander Bobkin als spiegel"[12]
- 1987 - Boulevard Heroes, Novokoeznetsk[5]
- 1983-1989 Verzamelde werken, Russianphoto[6]